# Adoracja pasterzy
Adoracja Pasterzy – obraz włoskiego mistrza Domenica Ghirlandaia, namalowany około 1485 roku. Obecnie znajduje się w kościele Santa Trinita we Florencji.
Obraz znajduje się na tablicy ołtarzowej, przedstawia scenę biblijną adoracji Dzieciątka przez pasterzy. Scena została przedstawiona w bogatej scenografii nawiązującej do czasów antycznych. Inspiracją obrazu był Tryptyk Portinarich Hugona van der Goesa znajdujący się w Galerii Uffizi oraz widoczne są ślady flamandzkiego naturalizmu. Postacie pasterzy wyglądają wręcz identycznie jak u Hugona a Dziecię leżące na ziemi jest podobne to tych malowanych przez północnoeuropejskich malarzy w scenach Bożego Narodzenia.  Tradycyjny żłób został zastąpiony antycznym sarkofagiem z inskrypcją nawiązującą do przepowiedni wieszcza Fulwiusza: Ense Cadens, Solymo Popmpei Fulvi(us) Augur Numen Ait Quae Me Conteg(it) Urna Dabit (ja, Flawiusz Augur Pompeiusz, zabity mieczem koło Jerozolimy, prorokuję, że Bóg użyje tego sarkofagu, w którym leżę). Napis jak i starożytne kolumny wskazują wyraźnie na związek świata antycznego ze współczesnym. Wiązało się to również z rodząca się nową ideą odrodzenia świata zewnętrznego. 